# Villaba
Villaba is een gemeente in de Filipijnse provincie Leyte op het eiland Leyte. Bij de laatste census in 2007 had de gemeente bijna 38 duizend inwoners.

## Geografie

### Bestuurlijke indeling
Villaba is onderverdeeld in de volgende 35 barangays:
| - Abijao - Balite - Bangcal - Bugabuga - Cabunga-an - Cabungahan - Cagnocot - Cahigan - Calbugos - Camporog - Canquiason - Capinyahan | - Casili-on - Catagbacan - Fatima - Hibulangan - Hinabuyan - Iligay - Jalas - Jordan - Libagong - New Balanac - Payao - Poblacion Norte | - Poblacion Sur - Sambulawan - San Francisco - San Vicente - Santa Cruz - Silad - Suba - Sulpa - Tabunok - Tagbubunga - Tinghub |

## Demografie
Villaba had bij de census van 2007 een inwoneraantal van 37.838 mensen. Dit zijn 1.796 mensen (5,0%) meer dan bij de vorige census van 2000. De gemiddelde jaarlijkse groei komt daarmee uit op 0,67%, hetgeen lager is dan het landelijk jaarlijks gemiddelde over deze periode (2,04%). Vergeleken met de census van 1995 is het aantal mensen met 3.164 (9,1%) toegenomen.

De bevolkingsdichtheid van Villaba was ten tijde van de laatste census, met 37.838 inwoners op 150,31 km², 251,7 mensen per km².